# Сен-Жан-де-Параколь
Сен-Жан-де-Парако́ль (фр. Saint-Jean-de-Paracol) — коммуна во Франции, находится в регионе Лангедок — Руссильон. Департамент коммуны — Од. Входит в состав кантона Шалабр. Округ коммуны — Лиму.
Код INSEE коммуны — 11346.

## Население
Население коммуны на 2008 год составляло 114 человек.
| 1962 | 1968 | 1975 | 1982 | 1990 | 1999 | 2008 |
| ---- | ---- | ---- | ---- | ---- | ---- | ---- |
| 101  | 103  | 95   | 93   | 83   | 94   | 114  |

## Экономика
В 2007 году среди 70 человек в трудоспособном возрасте (15—64 лет) 47 были экономически активными, 23 — неактивными (показатель активности — 67,1 %, в 1999 году было 61,9 %). Из 47 активных работали 38 человек (22 мужчины и 16 женщин), безработных было 9 (6 мужчин и 3 женщины). Среди 23 неактивных 2 человека были учениками или студентами, 7 — пенсионерами, 14 были неактивными по другим причинам.